# Sagène
La sagène (ou sajène ; en russe : сажень) est une ancienne unité de mesure russe.
Correspondant à l'envergure des bras, de l'extrémité des doigts d'une main à l'autre, elle correspond plus ou moins à la brasse. 
Elle équivaut à 3 archines, ou encore à 12 tchetverts.
Depuis un oukase de Nicolas Ier du 11 octobre 1835, la longueur de la sagène est fixée à 7 pieds anglais ; en prenant 30,48 cm pour la valeur du pied, cela donne exactement 2,133 6 mètres. Il convient d'observer ici que cette valeur du pied anglais, de 30,48 cm, n'a été fixée qu'en 1959, valant encore auparavant 1/3 de 0,9143969 m, soit environ 30,4798966667 cm ; cette dernière valeur du pied donne, comme valeur de la sagène, approximativement 2,133 592 766 667 mètres.
À noter cependant que, en prenant non pas 1066,8 mètres pour la verste (500 sagènes de 7 × 30,48 cm), mais la valeur de 1066,781 mètres, telle que donnée par le Dictionnaire encyclopédique Brockhaus et Efron (publié à Leipzig et à Saint-Pétersbourg, édition 1892, tome 6, pages 51 et 52), on obtient encore une valeur légèrement différente pour la sagène : 2,133 562 mètres (1066,781 / 500).
Avec les autres unités traditionnelles russes, la sagène est abolie en 1918.

## Variantes traditionnelles
Dans l'ancienne Russie, plusieurs types de sagènes étaient distinguées, entre autres :
- sagène urbaine (городовая сажень) ≈ 284,8 cm ;
- grande sagène (большая сажень) ≈ 258,4 cm ;
- sagène grecque (греческая сажень) ≈ 230,4 cm ;
- sagène d'état (mesurée, à trois archines) (казённая (мерная, трёхаршинная) сажень). Au XVIe siècle, la sagène est assimilée à 3 archines et prend le nom de kazionnaïa.
- sagène oblique ou très grande (косая сажень, великая сажень) - la distance entre les orteils du pied avec l'orteil tourné sur le côté et l'extrémité des doigts de la main tendue au-dessus de la tête en diagonale ≈ 248,9 cm ;
- petite sagène (малая сажень) - la distance entre le bras levé au niveau de l'épaule et le sol ≈ 142,4 cm ;
- sagène écartée ou populaire (маховая, народная сажень) - la distance entre les doigts tendus des mains tendues (écartées). Par exemple, la hauteur du clocher d'Ivan le Grand au Kremlin est exprimée en sagènes (brasses) de ce type, qui sont faciles à compter. Depuis le XVIe siècle, cette mesure très ancienne est passée dans la catégorie des mesures non officielles, du quotidien = 2,5 archines ≈ 152-177,8 cm ;
- sagène maritime (морская сажень) ≈ 183 cm (selon une autre étude, 183,35 cm) ;
- sagène simple ou droite (простая, прямая сажень) ≈ 152,8 cm ;
- sagène sans tchet ( сажень) - la plus grande distance entre la plante du pied gauche et l'extrémité du pouce de la main droite levée ≈ 197 cm ;
- sagène du tsar (царская сажень) ≈ 197,4 cm ;
- sagène d'église (церковная сажень) ≈ 186,4 cm.